# Alienware

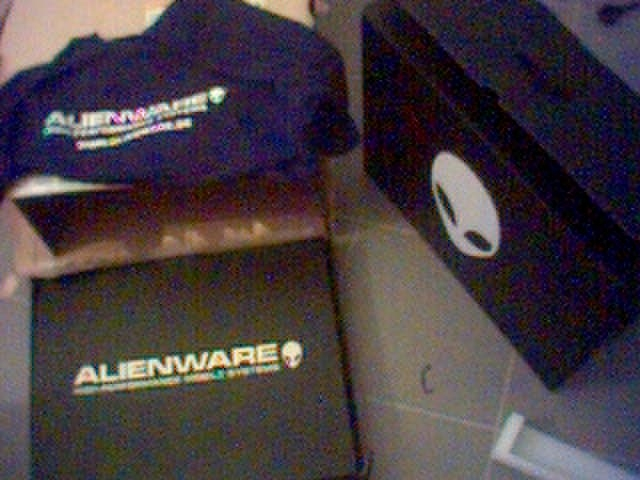
Alienware

Alienware Corporation är ett amerikanskt datorhårdvaruföretag, som köptes upp den 22 maj 2006 av Dell Computer-Corporation. Det tillverkar huvudsakligen skrivbordsdatorer och bärbara datorer specialiserade för video- och ljudredigering och framförallt spel. Företaget gör också datortillbehör, såsom headset och tangentbord. Det är känt för designen på sina datorchassin, som liknar utomjordingars (alien på engelska) huvuden à la science fiction med lysande ögon. Alienwares huvudkontor finns i Miami i Florida. Företaget grundades 1997 av den nuvarande verkställande direktör, Nelson Gonzalez, och huvudchef Alex Aguila. Bland några av deras datorer kan man hitta Alienware Alpha som är deras minsta dator och även deras billigaste dator.